# Seweryn Lutostański

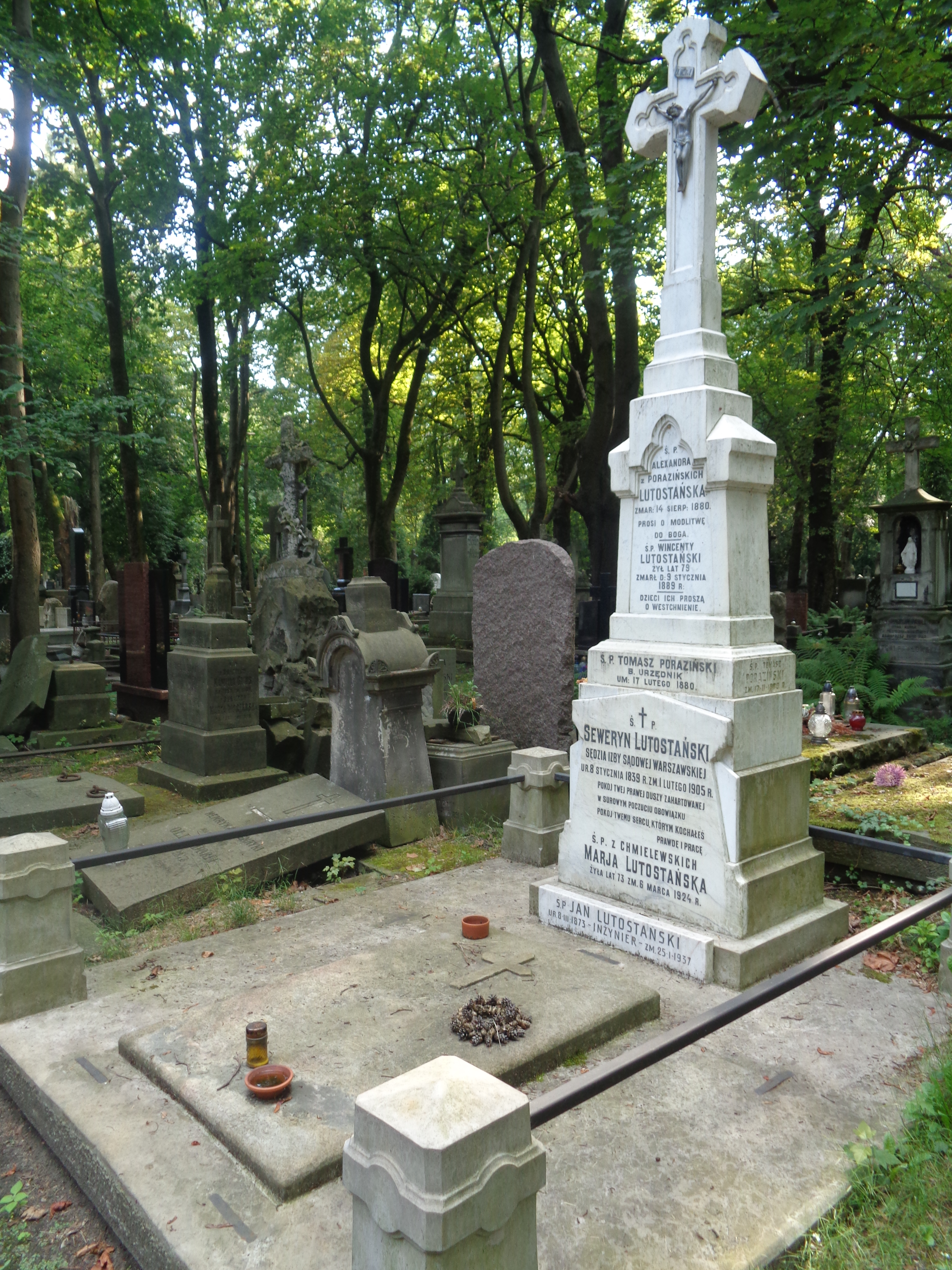
Nagrobek Seweryna Lutosańskiego na Cmentarzu Powązkowskim

Seweryn Lutostański (ur. 8 stycznia 1839, zm. 2 lutego 1905 w Warszawie) – polski prawnik i sędzia.

## Życiorys
Był synem Wincentego (1810–1889), z drobnej szlachty herbu Ślepowron, i Alexandry z Porazińskich (zm. 1880). Studiował prawo na uniwersytetach w Moskwie i Petersburgu. Pracował w Departamencie Senatu w Warszawie, od 1876 był członkiem Sądu Okręgowego w Radomiu, od 1883 członkiem Izby Sądowej (sądu apelacyjnego) w Warszawie, początkowo w departamencie karnym, a od 1886 cywilnym. Słynął z dogłębnej znajomości prawa i pedantyczności w podchodzeniu do spraw.
Publikował prace z prawa karnego w „Gazecie Sądowej Warszawskiej”, wchodził w skład komitetu redakcyjnego, redagował kronikę kryminalną (potem cywilną) oraz dział odpowiedzi prawnych. Działał w kilku organizacjach społecznych, był członkiem zarządu Towarzystwa Osad Rolniczych (zakładów poprawczych dla młodocianych przestępców), członkiem zarządu Warszawskiego Towarzystwa Dobroczynności, członkiem rzeczywistym Kasy Pomocy Naukowej im. Mianowskiego. Przeszedł na emeryturę w 1904. 
Został pochowany na cmentarzu Stare Powązki (kwatera 182-3-12,13).
Z małżeństwa z Marią z Chmielewskich (zm. 1924) miał czworo dzieci: Jana (1873–1937), inżyniera mechanika, kierownika warsztatów kolejki wilanowskiej, właściciela fabryki wyrobów metalowych; Karola (1880–1939), prawnika, profesora Uniwersytetu Warszawskiego; Aleksandrę (1875–1971), żonę inżyniera elektryka Józefa Rząśnickiego oraz Jadwigę (1887–1961), żonę historyka Władysława Konopczyńskiego.